# Arapsko-nubijski štit
Arapsko-nubijski štit (ANS) je kontinentalni štit na Bliskom istoku i u istočnoj Africi. Sastoji se od prekambrijskih kristalnih stijena na bokovima Crvenog mora.
Zemljopisno se proteže od sjevera prema jugu i uključuje: Izrael, Jordan, Egipat, Saudijsku Arabiju, Sudan, Južni Sudan, Eritreju, Etiopiju, Jemen i Somaliju. Na sjeveru je dio pustinja Sahare i Arabijske pustinje, a na jugu dio etiopskog visočja i Jemenskoga gorja.
Arapsko-nubijski štit bio je mjesto nekih od najranijih čovjekovih geoloških aktivnosti, prvenstveno od strane Egipćana, koji su tražili zlato u Egiptu i Sudanu. Dijelovi stijena, koristili su se za gradnju piramida. 
Najranija sačuvana geološka karta Arapsko-nubijskog štita i najstarija uopće u starom svijetu, napravljena je 1150. g. pr. Kr. i pokazuje nalazišta zlata u istočnom Egiptu. Poznata je pod imenom kao papirus Turin. Grci, a posebno Rimljani imali su puno kamenoloma posebno u sjevernom dijelu istočne pustinje u Egiptu, gdje su kopali porfir i granit. U Saudijskoj Arabiji kopali su se plemeniti i industrijski metali, uključujući: zlato, srebro, bakar, cink, olovo i kositar prije oko 5000 godina. Najproduktivniji rudnik u Saudijskoj Arabiji, Mahd adh Dhahab povremeno se iskorištava za mineralna bogatstva stotine ili čak tisuće godina i slovi kao rudnik kralja Salomona, iako nema povijesnih dokaza za to. Taj rudnik i danas je aktivan. Rudarstvo u istočnoj pustinji Egipta i Sudana ograničeno je zbog nedostatka vode i infrastrukture. 